# Lucious Jackson
Lucious Brown Jackson, detto Luke (San Marcos, 31 ottobre 1941 – Houston, 12 ottobre 2022), è stato un cestista statunitense, professionista nella NBA.
Alto 2,06 metri e dotato di grande atletismo, era specializzato nel ruolo di ala grande e, raramente, di pivot. Il suo nome è più comunemente abbreviato in "Luke".

## Carriera
Prima di diventare un giocatore professionista, Jackson ha frequentato per quattro anni il college a Texas-Pan American, lasciando l'istituto come miglior realizzatore e miglior rimbalzista della sua storia (poi sorpassato da Otto Moore). In particolare, la stagione fenomenale stagione giocata nel 1963 (medie da 24,8 punti e 19,5 rimbalzi a partita), nonché singole prestazioni come 51 punti in una partita del 1962 e 30 rimbalzi in un incontro del 1963 portarono i Philadelphia 76ers, squadra militante nella NBA, a spendere la 4º chiamata assoluta del draft 1964 per ingaggiarlo.
Jackson ebbe una stagione da rookie strepitosa, che stranamente non fu più in grado di ripetere negli anni successivi, totalizzando 1.126 punti (media 14,8) e raccogliendo 980 rimbalzi (media 12,9). Negli anni seguenti le sue statistiche subirono un leggero calo, ricevendo però grandi soddisfazioni dalla squadra. Nel 1965 e 1966 i 76ers raggiunsero le finali della Eastern Conference, venendo eliminati in entrambe le occasioni, mentre nel 1967 sconfissero i Boston Celtics e vinsero il titolo NBA battendo in finale i San Francisco Warriors. L'anno successivo, la sorprendente interruzione della striscia di vittorie dei Celtics venne ristabilita e dal 1969, con l'addio di Wilt Chamberlain che passava ai Los Angeles Lakers, non riuscirono più a raggiungere una finale dell'est. Jackson rimase a Philadelphia per tutte le otto stagioni della sua carriera, con il ritiro nel 1972, dopo aver giocato 522 partite NBA.

## Curiosità
- Il nome del giocatore ha ispirato quello della band Luscious Jackson, complesso pop-rock interamente femminile.

## Statistiche

### NBA

#### Regular Season
| Anno       | Squadra            | PG  | PT | MP   | TC%  | 3P% | TL%  | RP   | AP  | PRP | SP | PP   |
| ---------- | ------------------ | --- | -- | ---- | ---- | --- | ---- | ---- | --- | --- | -- | ---- |
| 1964-1965  | Philadelphia 76ers | 76  | -  | 34,1 | 41,4 | -   | 71,3 | 12,9 | 1,2 | -   | -  | 14,8 |
| 1965-1966  | Philadelphia 76ers | 79  | -  | 24,9 | 40,1 | -   | 73,8 | 8,6  | 1,7 | -   | -  | 8,2  |
| 1966-1967† | Philadelphia 76ers | 81  | -  | 29,3 | 43,8 | -   | 75,9 | 8,9  | 1,4 | -   | -  | 12,0 |
| 1967-1968  | Philadelphia 76ers | 82  | -  | 31,3 | 43,3 | -   | 71,9 | 10,6 | 1,7 | -   | -  | 11,8 |
| 1968-1969  | Philadelphia 76ers | 25  | -  | 33,6 | 43,7 | -   | 71,1 | 11,4 | 2,2 | -   | -  | 14,4 |
| 1969-1970  | Philadelphia 76ers | 37  | -  | 15,8 | 39,2 | -   | 74,1 | 5,4  | 1,4 | -   | -  | 5,5  |
| 1970-1971  | Philadelphia 76ers | 79  | 40 | 22,5 | 37,6 | -   | 69,3 | 7,2  | 1,9 | -   | -  | 6,7  |
| 1971-1972  | Philadelphia 76ers | 63  | 22 | 17,2 | 39,6 | -   | 69,2 | 4,9  | 1,4 | -   | -  | 5,8  |
| Carriera   | Carriera           | 522 | 62 | 26,4 | 41,5 | -   | 72,2 | 8,8  | 1,6 | -   | -  | 9,9  |

#### Playoffs
| Anno     | Squadra            | PG | PT | MP   | TC%  | 3P% | TL%  | RP   | AP  | PRP | SP | PP   |
| -------- | ------------------ | -- | -- | ---- | ---- | --- | ---- | ---- | --- | --- | -- | ---- |
| 1965     | Philadelphia 76ers | 11 | -  | 29,2 | 33,8 | -   | 78,1 | 7,2  | 2,2 | -   | -  | 10,3 |
| 1966     | Philadelphia 76ers | 5  | -  | 32,6 | 42,9 | -   | 81,8 | 8,8  | 1,6 | -   | -  | 12,0 |
| 1967†    | Philadelphia 76ers | 15 | -  | 36,2 | 39,8 | -   | 72,5 | 11,7 | 2,0 | -   | -  | 11,0 |
| 1968     | Philadelphia 76ers | 13 | -  | 33,2 | 39,2 | -   | 68,6 | 8,8  | 1,2 | -   | -  | 11,4 |
| 1970     | Philadelphia 76ers | 5  | -  | 14,6 | 47,4 | -   | 100  | 6,6  | 0,6 | -   | -  | 4,0  |
| 1971     | Philadelphia 76ers | 7  | -  | 22,9 | 42,1 | -   | 70,0 | 8,7  | 1,6 | -   | -  | 5,6  |
| Carriera | Carriera           | 56 | -  | 30,2 | 38,9 | -   | 74,3 | 9,1  | 1,6 | -   | -  | 9,7  |

## Palmarès
- Campionato NBA: 1

Philadelphia 76ers: 1967
- NBA All-Rookie First Team (1965)
- NBA All-Star Game: 1

1965